# Тимми Барч
Тимми Барч (англ. Timmy Burch) — значительный второстепенный персонаж мультипликационного сериала «Южный парк». Несмотря на то, что первоначально Тимми задумывался как персонаж на одну серию, в итоге он играл ключевую роль во многих эпизодах сериала и стал одним из ярких и характерных, хотя и противоречивых символов «Южного парка».
Тимми — умственно неполноценный ребёнок, который способен произносить лишь несколько слов. Он блондин. Тимми ездит в инвалидном кресле, однако способен кое-как передвигаться и без помощи кресла. Размер его головы связан возможно с тем, что он болен гидроцефалией.
В 6-м сезоне, когда из сериала временно «ушёл» Кенни, Тимми пел вместо него в заставке.
Тимми один из немногих четвероклассников, у которого прорисованы уши.

## Появление персонажа
Впервые Тимми появляется в эпизоде «Зуб за зуб зубной феи 2000» в не очень значительной роли — с помощью его инвалидного кресла дети хотят вырвать зуб у Кенни, а в итоге вытягивают его из парки полностью. Эпизод с Тимми не особенно влиял на сюжет, и поэтому первоначально на «Comedy Central» хотели его вырезать, тем более что консервативное руководство не хотело выводить в качестве персонажа мультфильма умственно неполноценного. Однако создатели сериала Трей Паркер и Мэтт Стоун активно воспротивились этому. В результате после выхода серии Тимми стал настолько популярным, что ему посвятили отдельную серию — «Тимми 2000».
Фраза «Livin' a lie», которая, наряду с собственным именем, с первого же появления стала основной частью лексикона Тимми, была сымпровизирована Треем Паркером во время озвучивания эпизода.

## Биография
В эпизоде «Тимми 2000» Тимми появляется в качестве нового ученика третьего класса; несмотря на то, что он умственно неполноценный, учителя думают, что он просто игнорирует их слова и домашние задания. В конце концов некомпетентные доктора ставят ему диагноз «синдром дефицита внимания», благодаря чему его освобождают от домашней работы. В дальнейшем Тимми присоединяется к рок-группе Скайлера «Властители преисподней» (англ. The Lords of the Underworld), и благодаря его участию группа становится чрезвычайно популярной (хотя в песнях вокалист Тимми способен использовать лишь несколько слов, составляющих его обычный лексикон). Мораль этой серии, которую подводит Стэн, — в том, что, даже если вокалист-инвалид вызывает у людей улыбку, пока он получает удовольствие, играя музыку, а люди — слушая её, в этом нет ничего зазорного.
В последующих эпизодах четвёртого сезона Тимми также отведена немалая роль. В эпизоде «Попадают ли умственно отсталые в ад?» одноклассники крестят Тимми, чтобы он не попал в ад. В эпизоде «Четвёртый класс» Тимми совершает путешествие во времени (вместе с Картманом, он один из двух подобных персонажей-детей); он побывал как минимум в двух эпохах: мезозое и средневековье. Эпизод «Хелен Келлер! Мюзикл» практически полностью посвящён Тимми: он заводит себе индюшку-инвалида Габблза и играет при её участии главную роль в школьном спектакле о Хелен Келлер.
В эпизоде «Бой калек» Тимми отправляется вместе со Стэном, Картманом и Кенни в лагерь скаутов, где они встречают ещё одного инвалида — Джимми. Джимми становится очень популярен среди детей, и Тимми начинает ревновать; он пытается убить Джимми, подарив ему парку, аналогичную парке постоянно умирающего Кенни, дерётся с ним и, наконец, добивается исключения Джимми из скаутов. Однако в дальнейшем физические недостатки сближают Тимми с Джимми, и они становятся лучшими друзьями. Так, в эпизоде «Сумасшедшие калеки» они вместе вступают в клуб «Калеки» (на самом деле — преступную банду, но они думают, что это просто клуб для инвалидов) и мирят их с противоборствующей группировкой. В эпизоде «Up the Down Steroid» Тимми и Джимми вместе тренируются для участия в Паралимпийских играх; Джимми начинает принимать стероиды, но благодаря советам Тимми, Джимми осознаёт свою ошибку и отказывается от полученной обманом медали. В последних сезонах сериала роль Тимми значительно уменьшилась.
В серии «Инвалидка» Тимми придумывает новый бизнес — инвалидка, упрощённая версия такси. В конце серии он продаёт права на «Инвалидку» Илону Маску и приносит в казну лагеря (для которого он и собрал деньги этим транспортым средством) 2 миллиарда $.
В эпизоде T.M.I. стала известна его фамилия — Бёрч.

### Семья
Родители Тимми появляются в сериале единственный раз, в эпизоде «Тимми 2000». Они выглядят и ведут себя в точности как Тимми, и по всей видимости, их зовут Хелен и Ричард (аллюзия на Хелен Келлер), они озвучены Треем Паркером и Элизой Шнайдер. Таким образом, можно понять, что заболевание Тимми наследственное.

### Выпуск сингла
В 2000 году вышел сингл под именем группы Тимми из эпизода «Тимми 2000» — «Timmy and the Lords of the Underworld». В сингл вошли две песни — одноимённая «Timmy And the Lords of the Underworld» (единственная песня группы, прозвучавшая в серии «Тимми 2000»), и «Timmy Livin' a Lie». Как свидетельствует информация с обложки диска, на самом деле песни были исполнены группой Паркера и Стоуна DVDA. В 2007 году эта песня была выпущена в качестве бонус-трека к игре «Rock Band».
Игры
В South Park: The Stick of Truth Тимми служит как средство передвижения по городу. Нужно открыть все 12 флажков, что бы он добавил вас в друзья.
В South Park: The Fractured but Whole Тимми предстаёт нам в образе доктора Тимоти. Также нам по ходу сюжета дают его анкету. В конце дополнения мы узнаем, что на самом деле доктор Тимоти был загипнотизирован инопланетянами и во время финальной битвы он будет вам всячески мешать.

## Характер и взаимоотношения

### Умственные способности
Тимми — умственно неполноценный, вероятно болен гидроцефалией. По этой причине его лексикон состоит лишь из нескольких слов. Постоянно им употребляются лишь два выражения — собственное имя, «Timmy», и фраза «Livin' a lie» (Жизнь во лжи). Также в некоторых сериях Тимми произносит:
- «…and the Lords of the Underworld» (рус. и Властители преисподней) — полное название его группы (эпизод «Тимми 2000»)
- «Help me!» (рус. Помогите!) (эпизод «Четвёртый класс»)
- «Gobbles» (рус. Габблз) — имя его индюка (эпизод «Хелен Келлер! Мюзикл»)
- «Shit» (рус. Говно) (эпизод «Большая общественная проблема»)
- «Jimmy» (рус. Джимми) (эпизоды «Бой калек» и «Up the Down Steroid»)
- «Wow!» (рус. Вау!) (эпизод «А сиськи всё испортили»)
- «Boooo!» (рус. Буууу!!) (эпизод «Яйца Баттерса»)

С помощью своего имени Тимми способен составлять целые предложения, выражать те или иные эмоции (сказать его шёпотом, как в эпизоде «Тампоны из волос чероки», или манерно, как в эпизоде «Голубой Саут-Парк»). Как показано в эпизоде «Up the Down Steroid», Тимми с помощью своего имени пытается говорить внятные фразы, однако их не способен понять мистер Мэки, а понимает лишь Джимми Волмер (и, возможно, Джимбо).
В целом, несмотря на все свои увечья, в некоторых сериях Тимми показан довольно разумной личностью. Он способен пользоваться компьютером, в частности, программой Photoshop, может прочесть, что написано на баночке с лекарствами, подвержен влиянию моды на «Властелина колец» или метросексуальность и показан в целом как умный ребёнок, которому мешает врождённая неспособность нормально выразить свои мысли.

### Взаимоотношения
Одна из главных идей появления Тимми в качестве персонажа — показать, что дети Саут-Парка не воспринимают инвалида как неполноценного, а общаются и дружат с ним наравне с другими детьми (при том, что, как видно в эпизоде «Тимми 2000», многие взрослые, наоборот, стремятся выделить Тимми как «другого»). Все одноклассники относятся к Тимми очень хорошо, помогают спастись от ада или даже надеть презерватив; Тимми и сам в трудный момент соглашается помочь Кайлу в эпизоде «Тампоны из волос чероки», что говорит о его хороших отношениях с приятелями. В эпизоде «Профессор Хаос», когда Стэн, Кайл и Картман проводили конкурс на лучшего друга, Тимми дошёл до финала, но не выиграл, потому что «слишком много думает о себе» (однако было решено, что он лучше, чем Джимми).